# Bataille de Majorque
Guerre d'Espagne
La bataille de Majorque, également connue comme le débarquement de Majorque ou, dans le camp républicain comme la reconquête de Majorque, fut une opération qui se déroula dans les premières semaines de la guerre d'Espagne, dans l'île de Majorque ; et qui concerna également les îles d'Ibiza et de Formentera, dans les Baléares. Elle opposa, entre le 16 août 1936 et le 12 septembre 1936 les forces nationalistes et les troupes républicaines. Elle se solda par un échec patent des républicains à prendre durablement pied sur l'île, offrant précocement l'essentiel de cet archipel bien placé aux nationalistes.

## Contexte

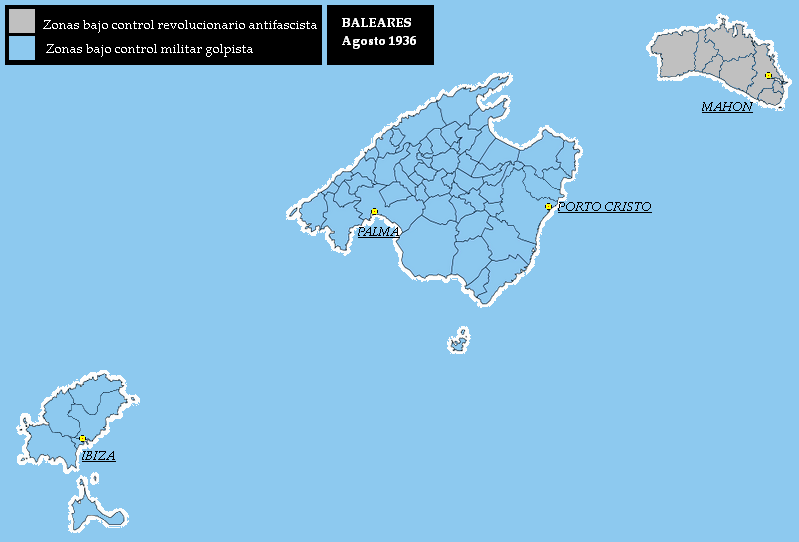
Carte des îles Baléares en août 1936

Le 23 juillet 1936 ainsi que le 28 juillet 1936, l'aviation républicaine bombarde Palma. 
Le 2 août 1936, une colonne de miliciens barcelonais, dirigée par Alberto Bayo, débarqua à Minorque en prévision du débarquement. Quelques jours plus tard, le 6 août, les préparatifs logistiques pour le débarquement étaient achevés à Barcelone, soutenus par le Comité central des milices antifascistes de Catalogne (Comitè Central de Milícies Antifeixistes de Catalunya) et le gouvernement catalan, au détriment de la prise de Saragosse, tandis que le gouvernement central de la République se contentait d'observer le déroulement des événements. Le but principal de l'opération, comme expliqué à Durruti, était l'intervention italienne, afin, selon les fins stratèges républicains, d'obliger l'intervention de l'Angleterre puis de la France. Le quartier général des opérations s'installa initialement à Mahón, capitale de Minorque. 
Le 7 août, l'île de Formentera se rendit sans combat à la colonne de Manuel Uribarri, venue de Valence. Le jour suivant, la colonne barcelonaise « Baleares » d'Alberto Bayo débarqua à Ibiza et s'en empara complètement en quelques jours avec l'aide d'Uribarri. Ils formèrent immédiatement le Comité antifasciste d'Ibiza (Comité Antifascista de Ibiza), placé sous la responsabilité du communiste Antonio Martínez. Dans l'attente du débarquement à Majorque, les forces de Bayo et Uribarri furent renforcées par une centurie de volontaires étrangers, principalement français et argentins.
Contre toute attente, le 13 août, environ 400 miliciens catalans de la FAI, qui n'avaient pas été prévus par le plan Bayo-Uribarri arrivent à Cabrera, une petite île au sud de Majorque. Le 15 août, le capitaine Bayo rencontra, à Cabrera, les groupes anarchistes et leur proposa de participer aux opérations sous la forme d'un débarquement de diversion dans l'îlot de la Dragonera, à l'ouest de Majorque ; ce que le comité anarchiste refusa pour, finalement et sans en prévenir Bayo, débarquer à Cala Mandia et Cala Anguila. Quant aux Valenciens d'Uribarri, ils retournèrent finalement à la péninsule, n'ayant pas réussi à obtenir un accord sur les opérations à mener.

## Combats

### Offensive républicaine

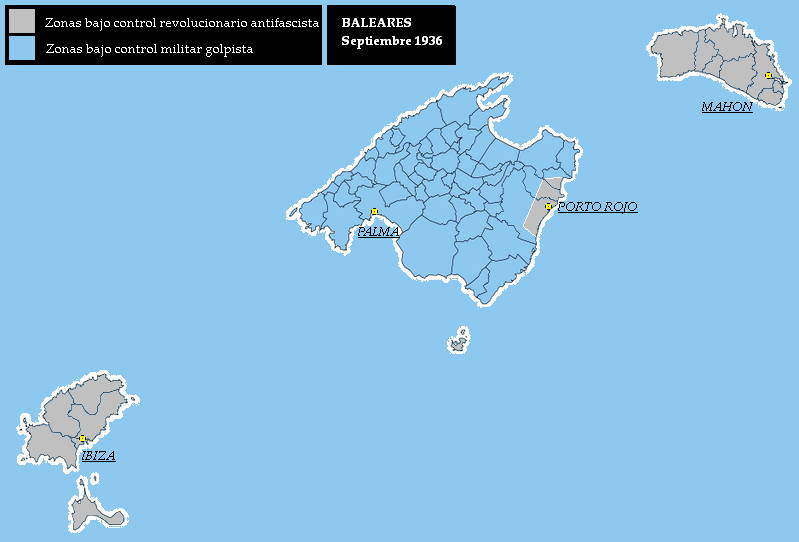
Avancée maximale des républicains sur les îles de Majorque et d'Ibiza.

Les républicains choisissent la côte de Porto Cristo pour débarquer : lieu isolé de la côte orientale de l'île de Majorque, loin de Palma et loin des principales villes de l'île.
À l'aube de la journée du 16 août, les troupes de miliciens de Bayo, renforcées par une importante partie de la garnison de Minorque, formant une force de 6 000  à   10 000 hommes[réf. nécessaire], débarquent à Punta de n'Amer et à Porto Cristo (rebaptisé « Porto Rojo » -« Port Rouge » par les républicains). L'opération est appuyée par un important déploiement naval (l'essentiel des forces navales étant resté aux républicains).
Après la mise à sac de Porto Cristo, les républicains tiennent une petite bande côtière.
L'aide de Barcelone, qu'espéraient les républicains majorquins, se trouva réduite en raison des sollicitations croissantes du Comité antifasciste d'Ibiza, formé par Justo Tur, par Angel Palerm, par Juan Morales, par Ramón Medina et par García Rovira. Prévoyant le retrait des miliciens de Bayo et constatant que leur propre situation était bien précaire, ils demandaient de l'aide en prévision d'une future attaque des nationalistes de Majorque.

### Contre-offensive nationaliste
La contre-offensive nationaliste, menée par quelque 3 500 hommes, força les miliciens républicains à reculer. Pris sous un feu continu et des attaques menées à la fois sur terre et dans les airs, ils furent poussés à battre en retraite dans la précipitation, abandonnant hommes et matériel.
À la fin du mois d'août, les républicains avaient finalement peu avancé vers l'intérieur. Ils avaient établi une petite position sur la côte orientale, autour de Porto Cristo, mais ils rencontraient une résistance croissante. Ils décidèrent alors de changer leurs plans et de donner l'assaut à la ville de Manacor, deuxième ville de l'île et chef-lieu de la comarque du Levant, le 31 août.
Les nationalistes reçurent un soutien croissant de la part des Italiens. Le 27 août arriva dans l'île une importante aide matérielle italienne, notamment aérienne, avec trois avions trimoteurs et trois avions de chasse. L'aviation italienne s'installe à l'aérodrome de Son Bonet et est commandée par le major italien Luigi Gallo/Cirelli,. Le 1er septembre, plusieurs dignitaires fascistes italiens assistèrent aux opérations, tels que le vice-consul d'Italie Arconovaldo Bonaccorsi (surnommé le « Comte Rossi » ou le « Lion de Son Servera » et créateur du groupe des Dragones de la Muerte, qui se rendirent particulièrement célèbres dans la répression qui suivit à Majorque).
Dans la nuit du 4 au 5 septembre, le gouvernement de Francisco Largo Caballero ordonna aux républicains, en déroute, d'abandonner l'île de Majorque. La colonne d'Alberto Bayo commença alors à se retirer, tandis que les nationalistes poursuivaient leur offensive. Cette retraite confuse obligea les républicains à abandonner sur place une partie importante de leur matériel, mais aussi des groupes d'hommes ; les rescapés rentrèrent soit à Mahón, soit à Barcelone. 
Une semaine plus tard, les nationalistes reprirent possession de l'île de Cabrera, également abandonnée par les anarchistes, mettant fin, le 12 septembre aux opérations du débarquement de Majorque.

## Conséquences

### Victimes
Les Nationalistes comptent 79 morts et 111 blessés; les Républicains dénombrent de 500 à 1500 morts. Des prisonniers Républicains sont sommairement exécutés par les Franquistes, notamment au cimetière de Son Coletes, près de Manacor. Parmi eux, cinq infirmières de la croix-rouge.

### Troupes républicaines
Le Comité des Milices de Barcelone, présidé par Juan García Oliver, met en cause l'impréparation et la responsabilité d'Alberto Bayo dans le désastre majorquin ; celui-ci échappe à toute sanction dure grâce à l'intervention d'Indalecio Prieto, et comme le vrai but d'intervention italienne avait été atteint (qui en fait ne nécessitait pas cette opération, comme Franco avait déjà réussi à décider les italiens de venir directement).
De retour à Barcelone, les miliciens furent envoyés sur d'autres fronts : une centaine d'entre eux fut intégrée au Régiment pyrénéen no 1 (Regiment Pirinenc Núm. 1), à la frontière française ; d'autres partirent défendre Madrid, tandis que d'autres étaient engagés sur le front d'Aragon dans la Columna Volant Catalana.

### Partage territorial des Baléares durant la guerre civile
À Ibiza, les miliciens républicains ont mis en place un régime de destruction : persécutions, emprisonnements arbitraires, incendies de villages et d'églises. Après les bombardements d'Ibiza à partir de Majorque, les Républicains décident d'abandonner Ibiza, en dépit du  soutien de deux groupes de miliciens de 200  et   300 hommes formant la colonne « Cultura y Acción », venant de Barcelone, à bord des navires Ciudad de Barcelona et Ciudad de Tarragona.
Les Républicains massacrent le 13 septembre 1936 une centaine de prisonniers, faisant de cette date tragique une référence locale pour le futur régime franquiste.
Le 19 septembre, les nationalistes débarquèrent à Ibiza et s'en emparèrent pacifiquement. L'occupation définitive des îles d'Ibiza ainsi que de Formentera par les Nationalistes met fin aux opérations de la bataille de Majorque, qui concernait finalement l'ensemble des îles Baléares.
Minorque entre dans le giron nationaliste tout à la fin de la guerre civile, en février 1939.

### Utilisation de Majorque comme base d'opérations par les nationalistes
L'échec républicain a entraîné la mise en place d'un réseau d'artillerie et d'ouvrages militaires de défense côtière, ainsi que d'artillerie anti-aérienne, en défense de Majorque (bases navales de Pollensa, d'Alcudia et de Soller), opérationnels en 1937. Nombre de ces bunkers côtiers sont encore visibles.
La prise précoce de Majorque par les nationalistes leur procure des bases d'opérations, notamment aériennes , avec les avions italiens de la Aviazione Legionaria et allemands de la Légion Condor. Ces appuis aériens seront précieux pour les nationalistes durant toute la guerre civile, en particulier pour la prise de Barcelone le 16 janvier 1939 et pour celle de la Catalogne, le 10 février 1939.